# Killala Bay/Moy Estuary SPA
Killala Bay/Moy Estuary SPA este o arie protejată (arie de protecție specială avifaunistică — SPA) din Irlanda întinsă pe o suprafață de 3.202,02 ha, integral pe uscat.

## Localizare
Centrul sitului Killala Bay/Moy Estuary SPA este situat la coordonatele 54°13′05″N 9°10′21″W / 54.2181°N 9.1724°V.

## Înființare
Situl Killala Bay/Moy Estuary SPA a fost declarat arie de protecție specială avifaunistică în februarie 1995 pentru a proteja 22 de specii de animale.

## Biodiversitate
Situată în ecoregiunea atlantică, aria protejată nu include niciun habitat protejat.
La baza desemnării sitului se află mai multe specii protejate de  păsări (22): rață pitică (Anas crecca), rață fluierătoare (Anas penelope), rață mare (Anas platyrhynchos), pietruș (Arenaria interpres), Branta bernicla, Calidris alba, fugaci de țărm (Calidris alpina), Calidris canutus, prundaș gulerat mare (Charadrius hiaticula), cufundar mic (Gavia stellata), scoicar (Haematopus ostralegus), pescăruș sur (Larus canus), pescăruș râzător (Larus ridibundus), sitar de mal nordic (Limosa lapponica), Mergus serrator, culic mare (Numenius arquata), ploier auriu (Pluvialis apricaria), ploier argintiu (Pluvialis squatarola), călifar alb (Tadorna tadorna), fluierar cu picioare verzi (Tringa nebularia), fluierarul cu picioare roșii (Tringa totanus), nagâț (Vanellus vanellus).
Pe lângă speciile protejate, pe teritoriul sitului au mai fost identificate 1 specie de plante, 3 specii de păsări.